# Ruta del Sud 2016
La Ruta del Sud 2016, 40a edició de la Ruta del Sud, es disputà entre el 16 i el 19 de juny de 2016 sobre un recorregut de 641,5 km repartits entre quatre etapes, la segona d'elles dividida en dos sector. L'inici fou a Sant Ponç i el final a Claramont e Poiet. La cursa formava part del calendari de l'UCI Europa Tour 2016, amb una categoria 2.1.
El vencedor final fou el colombià Nairo Quintana (Movistar Team), que corria aquesta cursa com a preparació pel Tour de França. Quintana guanyà la contrarellotge de la segona etapa i passà a lidera la general, que controlà fins al final. L'acompanyaren al podi Marc Soler (Movistar Team), que guanyà la classificació dels joves i la primera etapa com a professional, i Nicolas Edet (Cofidis).
En les classificacions secundàries Quintana també guanyà la classificació per punts, Quentin Jauregui (AG2R La Mondiale) la de la muntanya i el Movistar Team la classificació per equips.

## Equips
L'organització convidà a prendre part en la cursa a tres equips World Tour, vuit equips continentals professionals i quatre equips continentals:
- equips World Tour: AG2R La Mondiale, FDJ, Movistar Team
- equips continentals professionals: Caja Rural-Seguros RGA, Delko-Marseille, Direct Énergie, Cofidis, Fortuneo-Vital Concept, Stölting Service Group, Gazprom-RusVelo, Wilier Triestina-Southeast
- equips continentals: Armée de Terre, Euskadi Basque Country-Murias, HP BTP-Auber 93, Rádio Popular Boavista

## Etapes
| Etapa | Data       | Recorregut                            |                           | Km       | Vencedor d'etapa     | Líder de la general  | Ref.  |
| ----- | ---------- | ------------------------------------- | ------------------------- | -------- | -------------------- | -------------------- | ----- |
| 1a    | 16 de juny | Sant Ponç - Becièras                  | Etapa accidentada         | 196 km   | Bryan Coquard (FRA)  | Bryan Coquard (FRA)  | [ 4 ] |
| 2a A  | 17 de juny | Sent Pèire de Trevesi - Albi          | Etapa accidentada         | 92,4 km  | Bryan Coquard (FRA)  | Bryan Coquard (FRA)  | [ 5 ] |
| 2a B  | 17 de juny | Albi - Albi                           | Contrarellotge individual | 13,4 km  | Nairo Quintana (COL) | Nairo Quintana (COL) | [ 5 ] |
| 3a    | 18 de juny | Saint-Gaudens - Val d'Azun Couraduque | Etapa de muntanya         | 184,9 km | Marc Soler (CAT)     | Nairo Quintana (COL) | [ 6 ] |
| 4a    | 19 de juny | Gers - Astarac Arros en Gascogne      | Etapa plana               | 154,8 km | Arnaud Demare (FRA)  | Nairo Quintana (COL) | [ 3 ] |

## Classificació final
|    | Ciclista                | Equip                         | Temps       |
| -- | ----------------------- | ----------------------------- | ----------- |
| 1  | Nairo Quintana (COL)    | Movistar Team                 | 16h 34' 57" |
| 2  | Marc Soler (CAT)        | Movistar Team                 | + 46"       |
| 3  | Nicolas Edet (FRA)      | Cofidis                       | + 1' 06"    |
| 4  | Thomas Voeckler (FRA)   | Direct Énergie                | + 1' 15"    |
| 5  | Sergio Pardilla (ESP)   | Caja Rural-Seguros RGA        | + 1' 55"    |
| 6  | Ricardo Vilela (POR)    | Caja Rural-Seguros RGA        | + 2' 01"    |
| 7  | Mikel Bizkarra (ESP)    | Euskadi Basque Country-Murias | + 2' 08"    |
| 8  | Stéphane Rossetto (FRA) | Cofidis                       | + 2' 20"    |
| 9  | Luis Ángel Maté (ESP)   | Cofidis                       | + 2' 36"    |
| 10 | Artiom Nitx (RUS)       | Gazprom-RusVelo               | + 2' 38"    |